# ديفيد دي ليما
ديفيد دي ليما (بالإسبانية: David De Lima)‏ هو سياسي فنزويلي، ولد في 1959 في ولاية أنزواتغي في فنزويلا. حزبياً، نشط في حركة الجمهورية الخامسة. وقد انتخب عضو مجلس نواب فنزويلا.